# 拓跋萬壽
拓跋萬壽（？—462年2月16日），鲜卑名□大汗□，拥有直勤头衔，追尊魏景穆帝拓跋晃之子，北魏宗室、官员。

## 生平
和平二年，魏文成帝拓跋濬南巡，从定州前往邺城，三月丁巳朔（461年3月27日），魏文成帝在灵丘亲自射箭越过山峰，平东将军、乐良王拓跋万寿跟随参与了这次南巡。和平二年秋七月戊寅（461年8月15日），拓跋万寿被封为乐良王，加征北大将军，镇守和龙。拓跋万寿性格贪婪暴烈，被征召回京，在途中因为忧虑，于和平三年春正月癸未（462年2月16日）去世，谥号厉王。

## 其它
首都师范大学特聘教授张金龙认为，文成帝南巡碑中的“平东将军乐良王直□□大汗□”就是乐良王拓跋万寿，史载其“和平二年封，拜征东大将军，镇和龙”，平东将军虽然与征东大将军为同一军号序列，但级别相差甚远，如果刊布的碑阴题名文字辨识无误，则原文当脱一“大”字，为平东大将军或更为合理。按北魏惯例，四平将军似不能与王号相配。当然也许存在这种可能，即在其封王时所得军号为平东将军，出镇和龙（任和龙镇都大将）时进军号为征东大将军。魏文成帝南巡时拓跋万寿尚未出镇，估计返京后不久即出镇和龙。

## 儿子
- 拓跋乐平，北魏乐良康王

## 延伸阅读
[在维基数据编辑]
 《魏書·卷19上》，出自魏收《魏书》
 《北史·卷017》，出自李延壽《北史》